# Tylos nudulus
Tylos nudulus là một loài chân đều trong họ Tylidae. Loài này được Budde-Lund miêu tả khoa học năm 1906.